# Канцеларска гума
Канцеларска гума или само гума или гумичка за триене /разговорната форма е „гумичка“/ е приспособление за изтриване на следите, оставени върху хартия от молив или по-рядко от мастило. Най-често срещаните цветове на гумите са бял и розов, но при днешното развитие на технологиите могат да бъдат практически всякакъв цвят. Направени са обикновено от синтетичен каучук, но някои по-скъпи видове за специализирани нужди съдържат и други вещества, например пластмаса.
Преди направата на гуми, за изтриване са се ползвали бял хляб (смачкан, без кората) или восък.

## Видове гуми
- Гума от пластмаса, обикновено по-твърда
- Гума, прикрепена на върха на молив
- Мека гума, използвана най-често в изкуството
- Една от най-известните марки моливи и гуми